# Adiantopsis lindigii
Adiantopsis lindigii là một loài thực vật có mạch trong họ Adiantaceae. Loài này được (Mett.) Prantl miêu tả khoa học đầu tiên năm 1883.